# Leon Tripolski
Leon Tripolski (srednjeveško grško Λέων ὸ Τριπολίτης, latinizirano: Léon ó Tripolitis), v arabskem svetu znan kot Rašik al-Vardami (arabsko رشيق الوردامي) in gulam Zurafa (غلام زرافة), grški odpadnik in v zgodnjem 10. stoletju poveljnik ladjevja Abasidskega kalifata, * ni znano, † po 921/922. 
Najbolj znan je po obleganju Soluna, drugega največjega mesta Bizantinskega cesarstva. 

## Življenje
O njegovem zgodnjem življenju je znano samo to, da je bil rojen v Attalei ali njeni okolici, glavnem mestu bizantinske obmorske Kibireotske teme. V arabskem napadu na  mesto je bil ujet in odpeljan v Tripoli. V ujetništvu se je spreobrnil v islam in vstopil v službo svojih gospodarjev kot mornar in nato admiral in guverner. V arabskih virih ga imenujejo Lavi Abdul-Harit z vzdevkom gulam Zurafa (slovensko Zurafov služabnik). Zurafa bi lahko bilo ime njegovega prvega gospodarja. V nekaterih virih se omenja kot Rašik al-Vardami. Aleksander Vasiljev ime Vardami razlaga tako, da je bil mardait.  
Podrobnosti o Leonovi zgodnji karieri v muslimanski mornarici niso znane, vendar se zdi, da je hitro napredoval. Zgodovinar al-Masudi, ki ga je osebno poznal, ga je štel za enega najboljših pomorščakov svojega časa. V arabskih virih ga naslavljajo s poveljnik (qā'id) in admiral (amīr al-baḥr), pa tudi guverner (ṣāḥib) Tripolija in namestnik guvernerja (nā'ib) Tarza. Obe omenjeni mesti sta bili v poznem 9. stoletju glavni muslimanski pomorski središči  in zaradi bližine Bizantinskega cesarstva izhodišči za napade nanj.
V začetku leta 904 je Leon skupaj z drugim grškim odpadnikom, Damijanom iz Tarza, sodeloval v abasidski kampanji na Egipt, ki ga je  vrnila pod abasidsko oblast. Leon in Damijan sta v naslednjem desetletju pogosto sodelovala pri napadih na Bizantinsko cesarstvo. Poleti 904 je bil Leon na čelu velike abasidske pomorske ekspedicije 54 ladij iz sirske in egiptovske flote, katere začetni cilj naj bi bil Konstantinopel. Arabsko ladjevje je prodrlo v Dardanele in oplenilo Abidos. Bizantinska mornarica pod poveljstvom drungarija Evstahija Argira se ni hotela soočiti z njimi. Cesar Leon VI. Modri je zato zamenjal Argira z bolj energičnim Himerijem, toda Leon Tripolski ga je prehitel in zaplul na zahod proti Solunu. Mesto je po tridnevnem obleganju 31. julija 904 oplenil. V mestu je dobil obilen plen in veliko ujetnikov, ki so jih prodali za sužnje. Med slednjimi je bil tudi Ivan Kaminiata, ki je kasneje napisal izčrpno poročilo o obleganju in padcu mesta. Arabski viri zamenjujejo Solun in Atalejo in napačno poročajo, da je Leon oplenil slednjo.
Ali je bil Leon poveljnik arabske flote, ki jo je premagal Himerij na dan sv. Tomaža (6. oktober, verjetno leta 906), ni znano, vsekakor pa je skupaj z Damijanom iz Tarza poveljeval arabskemu ladjevju, ki je doseglo veliko zmago nad Himerijem aprila 912 pri Hiosu. Bizantinsko ladjevje se je vračalo iz brezplodnega poskusa ponovne osvojitve Kretskega emirata. Leta 921 ali 922 je bizantinska cesarska mornarica pod vodstvom patrikija in drungarija Ivana Radena končno porazila Leonovo ladjevje v bitki pri Lemnosu. Večina arabskega ladjevja je bila uničena, sam Leon pa je komaj pobegnil. Po tem dogodku se za njim izgubijo vse sledi.